# Znak stupně
Znak stupně neboli symbol stupně je znak „°“ používaný za číslem k vyznačení, že dané číslo vyjadřuje stupeň, například stupeň úhlu (například ve sférických zeměpisných souřadnicích), stupeň teploty, stupeň alkoholu nebo stupeň citlivosti filmu. Například zápis informace o teplotě minus dvanáct stupňů Celsia s využitím znaku stupně má podobu „-12 °C“.
V některých systémech zápisu je vnímán jako zvláštní grafém, například v Unicode. Historicky, například na psacích strojích bez zvláštního znaku, bylo zvykem nahradit jej napodobením, například zvýšeným malým o nebo zvýšenou nulou.
První doložené užití symbolu je z roku 1657.

## Elektronický zápis
Na počítačích s Microsoft Windows je možné zadání znaku následující:
Znak ° je možné napsat zmáčknutím a držením klávesy levý Alt a během držení této klávesy se zadá na numerické části klávesnice číslo 0176 a poté se Alt pustí. Místo čísla 0176 lze použít i číslo 248.
Na běžné alfanumerické klávesnici s českým rozložením znaků lze také obvykle zadat (podobně jako diakritiku) stiskem kláves ↑ Shift + °  ; (Klávesa se středníkem se většinou nachází na začátku druhé řady hned pod escapem), příp Alt Gr + 5 ř. Někdy se objeví až po zadání mezery nebo následujícího znaku (ne však a, A, u, U - nad těmi se vytvoří kroužek).